# 東京藥科大學
東京藥科大學（日语：／）是位於日本東京都八王子市堀之内的私立大學。1949年創辦。簡稱東藥、東藥大。
它是日本最古老的私立藥科大學，走出過許多傑出的醫藥界人才，在醫學界也很活躍。東京藥科大學是一所男女分開的單性別教育機構，不過兩種性別所受到的教育是完全相同的。。
愛迪·奧特曼、流星花園、蜂蜜與四葉草等電影也曾在東京藥科大學取景。

## 歷史
- 1880年，藤田正方創辦東京藥鋪學校[2]。
- 1883年，改稱東京藥學校。
- 1886年，藥學講習所創立。
- 1886年9月，藤田正方猝死，山田薫、熊沢善庵、大井玄洞交替擔任東京藥學校校長[3]。
- 1888年，東京藥學校和藥學講習所合併，成立私立藥學校。下山順一郎擔任校長に就任。
- 1917年，専門學校令的頒發使得其成為東京藥學専門學校。丹波敬三成為初代校長。
- 1929年，上野女子藥學校設立。
- 1931年，上野女子藥學校改稱東京藥學専門學校女子部。
- 1949年，東京藥學専門學校和東京藥學専門學校女子部合併成立東京藥科大學。
- 1963年，大學院藥學研究科研究生課程設置。
- 1965年，大學院藥學研究科博士課程設置。
- 1976年，學校搬遷至八王子市。
- 1981年，大學院藥學研究科医療藥學專攻設置。
- 1994年，生命科學部成立。
- 1998年，大學院生命科學研究科研究生課程設置。
- 2000年，大學院生命科學研究科博士課程設置。
- 2006年，學校教育法等的改正使得其藥學部成為6年制。藥學部教育5号館竣工。
- 2007年，環境生命科學科改稱環境基因學科。通過大學基準協會的認定[4]。

## 學部
- 生命科學部
  - 分子生命科學科
  - 環境基因學科
  - 生命医科學科
- 藥學部
  - 医療藥學科
  - 医療藥物藥學科
  - 医療衛生藥學科

## 大學院
- 生命科學研究科
- 藥學研究科

## 姉妹校
- 日本，東京医科大學

## 外部連結
- 東京薬科大学 （页面存档备份，存于）
- 生命科学部
  - 分子生命科学科
  - 応用生命科学科
  - 生命医科学科
- 薬学部 （页面存档备份，存于）